# Wilhelm Schneider
Wilhelm Józef Schneider (ur. 9 lipca 1909 w Katowicach, zm. 28 grudnia 1988 w Chorzowie) – polski lekkoatleta, tyczkarz.

## Życiorys
Od 1930 reprezentował klub Pogoń Katowice. Szósty zawodnik igrzysk olimpijskich w Berlinie ex aequo z kilkoma innymi tyczkarzami z wynikiem 4,00. Czwarty zawodnik mistrzostw Europy w 1938 w Turynie (4,00). 4-krotny mistrz (1934, 1937-1939) i 3-krotny rekordzista Polski w skoku o tyczce. 16-krotny reprezentant Polski w meczach międzypaństwowych (2 razy w biegu płotkarskim na 110 m). Rekord życiowy w skoku o tyczce – 4,14 w 1935. Laureat Plebiscytu Przeglądu Sportowego w 1935 (7. miejsce).
Po wybuchu wojny brał udział w wojnie obronnej 1939. Następnie przebywał na Śląsku. Podczas okupacji kontynuował karierę w ramach niemieckich stowarzyszeń. Po wojnie został trenerem w klubach chorzowskich i katowickich.